# Psychopsis illidgei
Psychopsis illidgei is een insect uit de familie van de Psychopsidae, die tot de orde netvleugeligen (Neuroptera) behoort. 
Psychopsis illidgei is voor het eerst wetenschappelijk beschreven door Froggatt in 1903.